# Сулейман, Шериф
Шериф Сулейман (фр. Chérif Souleymane; род. 20 октября 1944, Киндиа) — гвинейский футболист, полузащитник. Участник летних Олимпийских игр 1968 года, Кубка африканских наций 1970, 1974 и 1976. Лучший футболист Африки 1972 года.

## Биография
В 17 лет переехал в ГДР. Начал карьеру в клубе «Нойштрелиц» в 1961 году. С 1962 года по 1965 год выступал за восточногерманскую команду «Нойбранденбург», вместе с командой играл в чемпионате ГДР. Затем являлся игроком клуба «Хафия». Вместе с командой многократно становился чемпионом Гвинеи и трижды завоёвывал победу в Африканском Кубке чемпионов в 1972, 1975 и 1977 годах.
В 1968 году главный тренер национальной сборной Гвинеи Наби Камара вызвал Шерифа на летние Олимпийские игры в Мехико. В своей группе Гвинея заняла последнее четвёртое место, уступив Колумбии, Мексики и Франции. Шериф Сулейман на турнире провёл три игры.
В 1970 году участвовал на Кубке африканских наций, который проходил в Судане. Сборная Гвинеи заняла предпоследнее третье место в своей группе, обогнав Конго и уступив Гане и Объединённой Арабской Республике. Шериф сыграл в трёх играх данного турнира.
В 1972 году был признан лучшим футболистом Африки, являясь на данный момент единственным обладателем этой награды из Гвинеи. В 1973 и 1977 годах он занимал восьмое место в ходе голосования на звания лучшего африканского футболиста.
В 1974 году участвовал на Кубке африканских наций, который проходил в Египте. Сборная Гвинеи заняла предпоследнее третье место в своей группе, обогнав Маврикий и уступив Заиру и Конго. Сулейман сыграл в двух играх данного турнира.
На Кубке африканских наций 1976 года в Эфиопии сборная Гвинеи стала обладателем серебряных наград турнира. Уступив в финальном раунде команде Марокко. Якоб сыграл в шести матчах и забил один гол в ворота Марокко.
По итогам голосования на официальном сайте ФИФА Кейта занял 31 место в определении лучшего игрока Африки в XX веке.
После окончания карьеры футболиста Сулейман перешёл на работу тренера. В 1985 году он возглавлял юношескую сборную Гвинеи на чемпионат мира в Китае. На турнире Гвинея под руководством Шерифа заняла четвёртое место. В 1995 году вместе с командой он поехал на чемпионат мира в Эквадоре, где гвинейцы не смогли выйти из группы. С 2004 года работает в Федерации футбола Гвинеи. В 2007 году он возглавлял вторую сборную Гвинеи на Кубке Амилкара Кабрала.

## Достижения
- Серебряный призёр Кубка африканских наций: 1976
- Победитель Африканского Кубка чемпионов (3): 1972, 1975, 1977